# Obaga del Barranc (el Meüll)
L'Obaga del Barranc és una obaga del terme municipal de Castell de Mur, dins de l'antic terme de Mur, al Pallars Jussà. Es troba en territori de l'antic poble del Meüll.
És prop de l'extrem occidental del terme, a l'esquerra del barranc del Meüll, a migdia del Mas de l'Hereu.